# Rhabdomastix (Rhabdomastix) filata
Rhabdomastix (Rhabdomastix) filata is een tweevleugelige uit de familie steltmuggen (Limoniidae). De soort komt voor in het Palearctisch gebied.